# Mariusz Puszakowski
Mariusz Puszakowski (ur. 25 maja 1978 w Golubiu-Dobrzyniu) – polski żużlowiec.

## Życiorys
Zainteresowanie sportem żużlowym rozpoczęło się w 1991, kiedy to po raz pierwszy był na zawodach Indywidualnych Mistrzostwach Polski. Pierwsze kroki stawiał na motocyklach typu Komar czy „Wueska”. Do szkółki żużlowej przy Apatorze Toruń zapisał się dopiero w wieku 18 lat, przez co początkowo trener Jerzy Kniaź nie dawał mu szans. Pierwszy rok nie był zbyt udany dla Puszakowskiego, gdyż na drugim treningu zaliczył upadek i przez miesiąc nie jeździł. Kiedy wrócił, pojechał jesienią na egzamin licencyjny, który zakończył z wynikiem pozytywnym.
Po zdobyciu licencji Puszakowski pierwszy raz w składzie pojawił się w pierwszej rundzie MDMP 3 czerwca 1997 w Lesznie z numerem 19. Na torze jednak się nie pojawił. Apator DGG Toruń zajął w tych zawodach trzecie miejsce. Prawdziwy debiut miał miejsce jednak w I lidze, 22 czerwca 1997 w wygranym 51:38 meczu z Włókniarzem-Malmą Częstochowa w Toruniu. Puszakowski jechał z numerem 9 i pojawił się na torze 2 razy, w obu startach przyjeżdżając jako ostatni. Pierwszy swój punkt zawodnik zdobył w następnym meczu ligowym w Bydgoszczy, wygranym przez Jutrzenkę-Polonię 48:41. Puszakowski wystartował w jednym wyścigu, w którym to przyjechał trzeci. Do końca sezonu Mariusz startował tylko w MDMP i eliminacjach Srebrnego Kasku, w których to zajął 15. miejsce i nie awansował do finału.
W pierwszych latach kariery Puszakowskiego w drużynie Apatora Toruń pierwszymi juniorami byli Robert Kościecha, Remigiusz Wronkowski, Marcin Kowalik, później też Tomasz Chrzanowski, przez co Puszakowski na torze pojawiał się stosunkowo rzadko.
W kolejnym sezonie Puszakowski pojawił się w 8 meczach I ligi. Najczęściej jechał w 2–3 biegach i zdobywał 1–2 punkty, walkę o miejsce w składzie przegrywał z Robertem Kościechą i Tomaszem Chrzanowskim. 29 maja 1998 Puszakowski wygrał pierwszy w karierze wyścig i zdobył pierwszy komplet punktów. Miało to miejsce w rozgrywkach o Młodzieżowe Drużynowe Mistrzostwo Polski, w których startował już regularnie. W tym roku Mariusz zadebiutował w MMPPK startując w półfinale, Apator jednak odpadł.
W 1999 „Puzon” – bo taki pseudonim otrzymał Puszakowski – regularnie startował w I lidze, najczęściej z pozycji rezerwowego. Wystąpił w 13 meczach. Pojawił się także we wszystkich rundach MDMP, gdzie notował dobre wyniki, awansując z Apatorem do finału, gdzie zdobył brązowy medal. Podobnie jak w sezonie 1998, Puszakowski pojechał w półfinale MMPPK, tam kończąc udział w tych zawodach. Wystąpił także w finale Drużynowego Pucharu Polski w Toruniu, gdzie Apator Netia zajął drugie miejsce.
W 2000, już po zakończeniu wieku juniorskiego, Puszakowski nie zmieścił się w składzie macierzystej drużyny i został wypożyczony do ŁTŻ Łódź. W rozgrywkach I ligi, w barwach tego zespołu, wystąpił zaledwie pięciokrotnie, w najlepszych występach notując jedynie dwa razy po 5 punktów. Na następny sezon Puszakowski został jednak w ŁTŻ-cie, spadając z zespołem do II ligi. W drugiej części sezonu był jednym z liderów łodzian zdobywając regularnie po 9–10 punktów. Jego najlepszy wynik to dwukrotnie 13 punktów.
W 2002 trener Jan Ząbik postanowił ponownie ściągnąć Puszakowskiego do Apatora. Jeździł jednak rzadko, notując słabe występy. Puszakowski pojechał skutecznie dopiero w ostatnich 3 meczach sezonu, gdy zespół stracił już szanse na medale i trener postanowił o rezygnacji z usług obcokrajowców. Mecze te „Anioły” rozgrywały 3 dni z rzędu, a Puszakowski zdobył raz nawet 10 „oczek”.
W sezonie 2003 Puszakowski został wypożyczony do drugoligowego GTŻ Grudziądz. Grudziądzka ekipa wygrała wszystkie swoje mecze i pewnie awansowała do I ligi. Druga liga była bardzo szczupła w drużyny, „Puzon” pojechał w siedmiu meczach, w jednym jednak tylko notując wynik poniżej 10 punktów, a w Krakowie wywalczył komplet 12 punktów. Przez cały sezon Puszakowski był liderem GTŻ-u, co zaowocowało przedłużeniem kontraktu na sezon 2004, w którym ponownie był jednym z liderów Kuntera GTŻ-u, w wielu meczach osiągając dwucyfrowe wyniki, a w Rawiczu zdobywając nawet „duży komplet” 18 punktów, co jest najlepszym wynikiem Puszakowskiego w dotychczasowej karierze w lidze.
W sezonie 2005 ponownie powrócił do macierzystego Apatora Toruń. Wystąpił w większości meczów swojej drużyny, niejednokrotnie będąc jednym z jej mocniejszych punktów, szczególnie pod koniec roku.
Sezon 2006 dla Puszakowskiego udany nie był. W maju doznał złamania lewej kości piszczelowej w meczu ligi angielskiej, przez co musiał pauzować przez 3 miesiące. Po powrocie zaliczył upadek w meczu ligi polskiej w Rzeszowie, po czym lekarz zalecił mu zakończenie sezonu. Żużlowiec zastosował się do rady lekarza i postanowił zakończyć starty w 2006.
Pod koniec sezonu Puszakowski postanowił spróbować swoich sił w pierwszej lidze. Podpisał kontrakt na sezon 2007 z GTŻ-em Grudziądz. W sezonie 2009 Mariusz Puszakowski zdecydował się na starty w barwach Startu Gniezno, zaś w sezonie 2010 postanowił wzmocnić KMŻ Lublin.

## Starty w lidze polskiej
- Toruń – 1997–1999
- Łódź – 2000–2001
- Toruń – 2002
- Grudziądz – 2003–2004
- Toruń – 2005–2006
- Grudziądz – 2007–2008
- Gniezno – 2009
- Lublin – 2010–2011
- Piła – 2012
- Rawicz – 2013
- Łódź – 2014–2016
- Krosno – 2017–2018